# 呂鈺秀
呂鈺秀，台灣台南人，國立台灣師範大學音樂系畢業，維也納大學音樂學博士。為台灣音樂學學者，現為[國立臺灣師範大學]民族音樂研究所教授兼所長。熱衷研究與保存台灣原住民音樂。2004年起主持行政院文化建設委員會（今中華民國文化部）的《雅美族音樂文化資源調查計劃》（雅美族現稱達悟族），此為第一個替台灣原住民之一的達悟族傳統音樂文化的拍手歌會（mikaryag）進行研究及音樂採集的工作。2005年擔任2005國際民族音樂學學術論壇《音樂的聲響詮釋與變遷》的計畫主持人。重要著作有：《音樂學實踐》（1993年）、《台灣音樂史》（2003年）、《國畫 古樂—故宮繪畫中的音樂呈現》（光碟片） （2003年）、《蘭嶼音樂夜宴: 達悟族的拍手歌會》（2007年，與郭建平合著），並參與《台灣音樂百科辭書》（2009年）主編。